# Acacia uncifera
Acacia uncifera är en ärtväxtart som beskrevs av George Bentham. Acacia uncifera ingår i släktet akacior, och familjen ärtväxter. Inga underarter finns listade i Catalogue of Life.